# Adler V
Die Adler V ist ein deutsches Passagierschiff der Adler-Schiffe GmbH & Co. KG in Westerland/Sylt.

## Beschreibung
Das Schiff wurde 1979 mit der Baunummer 1444 auf der Husumer Schiffswerft für Adler-Schiffe gebaut. Angetrieben wird die als Seebäderschiff zugelassene Adler V von einem Sechzehnzylinder-Schiffsdieselmotor des Herstellers Klöckner-Humboldt-Deutz (Typ: BA 16 M 816) mit 589 kW Leistung, der auf einen Festpropeller wirkt und eine Höchstgeschwindigkeit von 10 Knoten ermöglicht. Für die Stromversorgung stehen zwei Dieselgeneratoren sowie ein Notgenerator zur Verfügung.
Eingesetzt wird das Schiff vorwiegend vom Hafen Strucklahnungshörn auf Nordstrand zu Ausflugsfahrten ins nordfriesische Wattenmeer, unter anderem nach Pellworm, Nordstrandischmoor und Gröde sowie zu Seehundsbänken. 